# Thora
I Thora sono stati un gruppo musicale gothic metal tedesco, formatosi ad Aquisgrana nel 1999.

## Formazione
- Tommy - voce
- Irek - chitarra
- Martin - basso
- Janusz Korzeń - batteria (ex-Pik)

## Discografia

### Album studio
- 2000 - Cross Nailed
- 2004 - Total World Paranoia
- 2007 - Baby No. 666
- 2010 - Scars

### EP
- 2004 - Black Roses

### Demo
- 2004 - Promo 2004